# Margaret Whiting

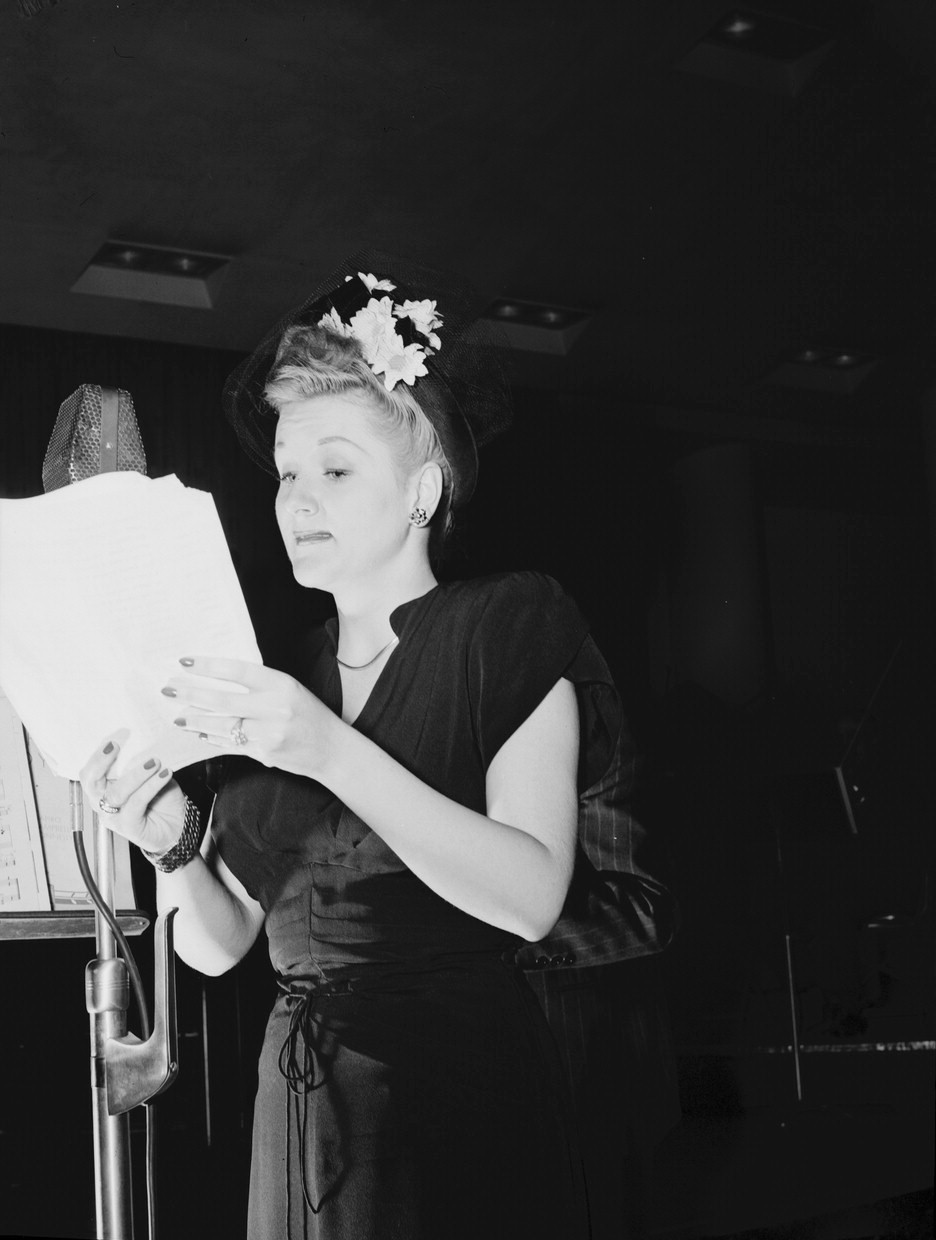
Margaret Whiting um 1947

Margaret Whiting (* 22. Juli 1924 in Detroit, Michigan; † 10. Januar 2011 in Englewood, New Jersey) war eine US-amerikanische Sängerin von Jazz- und Pop-Standards sowie von Country-Musik.

## Leben und Wirken
Whitings Vater Richard A. Whiting war ein in den USA bekannter Komponist populärer Songs; ihre Schwester Barbara Whiting war ebenso Sängerin. Bereits in ihrer Kindheit wurde ihr Talent erkannt und sie sang mit sieben Jahren für Johnny Mercer, mit dem ihr Vater zusammengearbeitet hatte. 1942 begann sie ihre Aufnahmekarriere beim neu gegründeten Label Capitol Records. In den folgenden Jahren nahm sie eine Reihe in den Charts erfolgreicher Songs auf, wie That Old Black Magic mit Freddie Slack and His Orchestra (1942), Moonlight in Vermont mit Billy Butterfields Orchester (1943) und It Might as Well Be Spring mit Paul Weston and His Orchestra (1945). Ab 1945 spielte sie Schallplatten unter eigenem Namen ein, wie die Hits All Through the Day (1945), In Love In Vain (1945), Guilty (1946) oder A Tree in the Meadow, der 1948 ein Nummer-eins-Hit in den Vereinigten Staaten wurde. Im Duett mit Bob Hope folgte 1950 Blind Date, mit Jimmy Wakely das Weihnachtslied Silver Bells (1956). Whiting nahm noch bis Mitte der 1950er Jahre für Capitol auf, wechselte dann 1957 zu Dot Records und 1960 zu Verve Records. Ab 1957 trat sie auch in verschiedenen Fernsehshows auf.
1966 wechselte sie zum Label London Records und nahm ihren letzten Hit auf, The Wheel of Hurt, der #1 in den Easy Listening Singles Charts erreichte.
1966 nahm sie den Song It hurts to say goodbye auf, der jedoch 1968 seinen größten Erfolg hatte in der französischen Version von Françoise Hardy Comment te dire adieu.
Sie setzte ihrer Karriere noch bis in die 1990er Jahre fort.
Whiting war vier Mal verheiratet, zuletzt mit dem 2009 verstorbenen Schauspieler Jack Wrangler.

## Diskographie
- 1950 – Margaret Whiting Sings Rodgers and Hart (Capitol)
- 1954 – Love Songs by Margaret Whiting
- 1956 – Margaret Whiting Sings for the Starry-Eyed
- 1957 – Goin' Places
- 1958 – Margaret (Dot)
- 1959 – Margaret Whiting's Great Hits
- 1960 – Just a Dream
- 1960 – Margaret Whiting Sings the Jerome Kern Song Book
- 1960 – Broadway Right Now (Verve) mit Mel Tormé
- 1961 – Past Midnight
- 1967 – The Wheel of Hurt (MGM)
- 1969 – Maggie Isn't Margaret Anymore (London)
- 1982 – Come a Little Closer (London)
- 1985 – The Lady's in Love with You (Audiophile)